# جاك دوني
جاك دوني (بالإنجليزية: Jack Downie)‏ هو لاعب كرة قدم بريطاني، ولد في 23 مارس 1994 في اسكتلندا في المملكة المتحدة. لعب مع بيرويك راينجرز.

## وصلات خارجية
- جاك دوني على موقع قاعدة بيانات كرة القدم.إي يو (الإنجليزية)
- جاك دوني على موقع Soccerbase.com (لاعب) (الإنجليزية)
- جاك دوني على موقع Soccerway.com (الإنجليزية)